# Габс (Невада)
Габс (енгл. Gabbs) насељено је место без административног статуса у америчкој савезној држави Невада.

## Демографија
По попису из 2010. године број становника је 269, што је 49 (-15,4%) становника мање него 2000. године.
| Група             | 2000.       | 2010.       |
| Белци             | 266 (83,6%) | 229 (85,1%) |
| Афроамериканци    | 0 (0,0%)    | 0 (0,0%)    |
| Азијати           | 2 (0,6%)    | 3 (1,1%)    |
| Хиспаноамериканци | 23 (7,2%)   | 12 (4,5%)   |
| Укупно            | 318         | 269         |